# Horst Leupold
Horst Leupold – wschodnioniemiecki judoka.
Uczestnik mistrzostw świata w 1969. Brązowy medalista mistrzostw Europy w 1968 i 1970. Mistrz NRD w 1969 roku.